# Бакленд, Майкл
Майкл Бакленд (англ. Michael Buckland; род. 1941, Англия) — почётный профессор, доктор философии Школы информационных технологий Калифорнийского университета в Беркли.

## Биография и карьера
Родился и вырос в Англии. После изучения истории в Оксфордском университете, начал работать в Бодлианской библиотеке в качестве стажера.
После обучения библиотечному делу в Шеффилдской школе информации и получения профессиональной квалификации в нём в 1965 году, приступает к работе в библиотеке Ланкастерского университета, к тому времени работавшей уже год. С 1967 года по 1972 год работал в исследовательском отделе этого университета, проводя исследования по использованию и доступности книг, а также по теории управления библиотекой.
Степень доктора философии он получает в Шеффилдском университете. Докторская диссертация была озаглавлена «Доступность книг и читатель в библиотеке».
В 1972 году иммигрировал в США, где работал заместителем директора Библиотеки Технических служб, одной из библиотек Университета Пердью. Позже (1976—1984) занимал должность декана в Шеффилдской школе информации.
С 1983 года по 1987 занимал пост заместителя вице-президента библиотеки планов и политики Калифорнийского университета. Приглашался для преподавания в Австрии и Австралии.
В 1998 году занимал пост директора Американского общества по информатике и технологии.
Интересы профессора включают в себя различные области знаний, связанные с библиотечной деятельностью, такие как: библиотечные услуги, проблемы поиска информации, культурное наследие и историческое развитие теории управления информацией. Он входит в совет директоров ECAI и является одним из лидеров (наравне с Фредериком Ги и Реем Ларсоном) в разработке проектов, ведущихся сообществом.

## Наиболее популярные научные труды
- Buckland M. Book availability and the library user. — Нью-Йорк: Pergamon Press[англ.], 1975. — 196 p. — ISBN 0-08-018160-0.
- Buckland M. Library services in theory and context. — 2-е изд. — Нью-Йорк: Pergamon Press[англ.], 1983. — 203 p. — ISBN 0-08-035754-7.
- Buckland M. Information and information systems. — Нью-Йорк: Greenwood Publishing Group, 1991. — Vol. 25. — 225 p. — (New directions in information management). — ISBN 0-275-93851-4.
- Buckland M. Redesigning library services : a manifesto. — Чикаго: Американская библиотечная ассоциация, 1992. — 82 p. — ISBN 0-8389-0590-0.
- Buckland M. Emanuel Goldberg and his knowledge machine : information, invention, and political forces. — Вестпорт[англ.], Коннектикут: ABC-CLIO, 2006. — 380 p. — (New directions in information management.). — ISBN 0-313-31332-6.

## Издания на русском
Бакленд М., Стил В., Элдер С.Д. Модернизация библиотечного дела: Манифест. // Модернизация библиотечного дела: Манифест. Как привлечь внебюджетные средства, стать фандрайзером: Принципы и практика развития библиотеки.. — М.: Объединенное гуманитарное издательство, 2000. — 272 с. — ISBN 5-94282-001-5.